# Elecciones municipales de Costa Rica de 2010
Las elecciones municipales de Costa Rica de 2010 son un proceso electoral realizado el 5 de diciembre de 2010 en el cual se eligieron 80 alcaldes con sus dos vicealcaldes, 467 síndicos propietarios, y sus suplentes, 1832 concejales de distrito propietarios, y sus suplentes, 8 intendentes y sus suplentes, y 32 concejales municipales de distrito, y sus suplentes. Fueron las terceras elecciones municipales realizadas en Costa Rica. Este proceso estaba previsto para realizarse en todo el país, sin embargo no se pudo realizar en el cantón de Pococí, que tuvo su propio proceso el día 12 de diciembre.

## Anulaciones de candidaturas
Durante el período de inscripción de candidaturas, se cometieron muchos errores a lo interno de los partidos que conllevaron numerosas anulaciones de candidaturas. Entre estas anulaciones se destacan las de la señora alcaldesa de Flores, Jenny Alfaro Chaves, del PAC, que buscaba la reelección. Otro afectado fue Carlos Quirós Guillén, también aspirante del PAC a la alcaldía de Alvarado, quien además contaba con el apoyo del PUSC. Al PAC le fueron anulados además a sus candidatos a alcaldes en Corredores, León Cortés Castro, Sarapiquí y Santa Bárbara. Otro afectado fue Rodrigo Solís Porras, candidato a alcalde de Buenos Aires por un grupo cantonal, al igual que Marcelino Gómez Álvarez, del Movimiento de Trabajadores y Campesinos, candidato en Siquirres. A éstos candidatos a alcaldes se unen varias decenas de aspirantes a síndicos y a concejales de distrito, que también fueron anuladas por irregularidades diversas. 

## Participación
Como es usual el abstencionismo fue alto (más del 70%) aunque se redujo respecto a años anteriores al ser del 72%.

## Resultados

### Alcaldes
| Cantón              | Población | Incumbente                | Partido | Partido | Electo                    | Partido | Partido |
| ------------------- | --------- | ------------------------- | ------- | ------- | ------------------------- | ------- | ------- |
| San José            | 309 672   | Johnny Araya              |         | PLN     | Johnny Araya              |         | PLN     |
| Escazú              | 52 372    | Marco Antonio Segura      |         | PLN     | Arnoldo Valentín Barahona |         | YPE     |
| Desamparados        | 193 478   | Maureen Fallas            |         | PLN     | Maureen Fallas            |         | PLN     |
| Puriscal            | 29 407    | Jorge Luis Chaves         |         | PLN     | Manuel Espinoza           |         | PLN     |
| Tarrazú             | 14 160    | Iván Suárez               |         | PLN     | Bernardo Barboza          |         | PLN     |
| Aserrí              | 57 892    | Mario Morales             |         | PLN     | Víctor Manuel Morales     |         | PAC     |
| Mora                | 21 666    | Gilberto Monge            |         | PLN     | Gilberto Monge            |         | PLN     |
| Goicoechea          | 117 532   | Óscar Enrique Figueroa    |         | PLN     | Óscar Enrique Figueroa    |         | PLN     |
| Santa Ana           | 48 879    | Gerardo Oviedo            |         | PLN     | Gerardo Oviedo            |         | PLN     |
| Alajuelita          | 70 297    | Tomás Poblador            |         | PLN     | Víctor Hugo Echavarría    |         | PUSC    |
| Vázquez de Coronado | 55 585    | Leonardo Herrera          |         | PLN     | Leonardo Herrera          |         | PLN     |
| Acosta              | 18 661    | Ronald Ricardo Durán      |         | PLN     | Luis Alberto Durán        |         | PLN     |
| Tibás               | 72 074    | Jorge Antonio Salas       |         | PAC     | Gonzalo Vargas            |         | PLN     |
| Moravia             | 50 419    | Edgar Vargas              |         | PAC     | Juan Pablo Hernández      |         | PLN     |
| Montes de Oca       | 50 433    | Fernando Trejos           |         | UpC     | Fernando Trejos           |         | PRC     |
| Turrubares          | 4877      | Rafael Vindas             |         | PUSC    | Bolívar Monge             |         | PLN     |
| Dota                | 6519      | José Valverde             |         | PLN     | Leonardo Chacón           |         | PLN     |
| Curridabat          | 60 889    | Edgar Eduardo Mora        |         | CSXXI   | Edgar Eduardo Mora        |         | CSXXI   |
| Pérez Zeledón       | 122 187   | Rosibel Ramos             |         | PUSC    | Luis Mendieta             |         | PLN     |
| León Cortés Castro  | 11 696    | Leonardo Quesada          |         | PLN     | Leonardo Quesada          |         | PLN     |
| Alajuela            | 222 853   | Joyce Mary Zurcher        |         | PLN     | Roberto Hernán Thompson   |         | PLN     |
| San Ramón           | 67 975    | Raúl Antonio Gómez        |         | PLN     | Mercedes Moya             |         | PLN     |
| Grecia              | 65 119    | Giovanny Arguedas         |         | PLN     | Adrián Alfonso Barquero   |         | PLN     |
| San Mateo           | 5343      | Erwen Yanan Masís         |         | PUSC    | Jairo Emilio Guzmán       |         | PLN     |
| Atenas              | 22 479    | Wilberth Martín Aguilar   |         | PUSC    | Wilberth Martín Aguilar   |         | PUSC    |
| Naranjo             | 37 602    | Eugenio Padilla           |         | PLN     | Olga Marta Corrales       |         | PLN     |
| Palmares            | 29 766    | Luis Carlos Castillo      |         | PLN     | Bernal Vargas             |         | PLN     |
| Poás                | 24 764    | José Joaquín Brenes       |         | PLN     | José Joaquín Brenes       |         | PLN     |
| Orotina             | 15 705    | Emilio Jesús Rodríguez    |         | PLN     | Margot Montero            |         | PLN     |
| San Carlos          | 127 140   | Alfredo Córdoba           |         | PLN     | Alfredo Córdoba           |         | PLN     |
| Zarcero             | 10 845    | Marco Vinicio Rodríguez   |         | PLN     | Alejandro Salas           |         | PUSC    |
| Valverde Vega       | 16 239    | Víctor Manuel Rojas       |         | PUSC    | Luis Antonio Barrantes    |         | ML      |
| Upala               | 37 679    | Juan Bosco Acevedo        |         | PLN     | Alejandro Ubau            |         | PLN     |
| Los Chiles          | 19 732    | Santiago Millón           |         | PLN     | Álvaro Solano             |         | PAC     |
| Guatuso             | 13 045    | Fidel Condega             |         | PLN     | Abelino Torres            |         | PAC     |
| Cartago             | 132 057   | Rolando Alberto Rodríguez |         | PLN     | Rolando Alberto Rodríguez |         | PLN     |
| Paraíso             | 52 393    | Marvin Solano             |         | ML      | Jorge Rodríguez           |         | PUSC    |
| La Unión            | 80 279    | Julio Antonio Rojas       |         | PLN     | Julio Antonio Rojas       |         | PLN     |
| Jiménez             | 14 046    | Jorge Humberto Solano     |         | PLN     | Héctor Luna               |         | PUSC    |
| Turrialba           | 68 510    | Luis Alfonso Pérez        |         | PLN     | María Elena Montoya       |         | PLN     |
| Alvarado            | 12 290    | Ángel Raquel López        |         | PLN     | Juan Felipe Martínez      |         | PLN     |
| Oreamuno            | 39 032    | Marco Vinicio Redondo     |         | PAC     | José Rafael Huertas       |         | PLN     |
| El Guarco           | 33 788    | William Adolfo Cerdas     |         | PLN     | Víctor Luis Arias         |         | PLN     |
| Heredia             | 103 894   | José Manuel Ulate         |         | PLN     | José Manuel Ulate         |         | PLN     |
| Barva               | 32 440    | Mercedes Hernández        |         | PLN     | Mercedes Hernández        |         | PLN     |
| Santo Domingo       | 34 748    | Raúl Isidro Bolaños       |         | PLN     | Laura Prado               |         | PLN     |
| Santa Bárbara       | 29 181    | Rolando Hidalgo           |         | PLN     | Melvin Alfaro             |         | PLN     |
| San Rafael          | 37 293    | Alberto Vargas            |         | PAC     | Jorge Isaac Herrera       |         | PLN     |
| San Isidro          | 16 056    | Elvia Dicciana Villalobos |         | PLN     | Melvin Villalobos         |         | PLN     |
| Belén               | 19 834    | Horacio Alvarado          |         | PUSC    | Horacio Alvarado          |         | PUSC    |
| Flores              | 15 038    | Jenny Alfaro              |         | PAC     | Gerardo Antonio Rojas     |         | PLN     |
| San Pablo           | 20 813    | Aracelly Salas            |         | PUSC    | Aracelly Salas            |         | PUSC    |
| Sarapiquí           | 57 147    | Pedro Rojas               |         | PLN     | Pedro Rojas               |         | PLN     |
| Liberia             | 46 703    | Carlos Luis Marín         |         | PLN     | Luis Gerardo Castañeda    |         | PASE    |
| Nicoya              | 42 189    | Lorenzo Rosales           |         | PLN     | Marco Antonio Jiménez     |         | PLN     |
| Santa Cruz          | 40 821    | Jorge Enrique Chavarría   |         | PLN     | Jorge Enrique Chavarría   |         | PLN     |
| Bagaces             | 15 972    | Luis Ángel Rojas          |         | PLN     | Luis Ángel Rojas          |         | PLN     |
| Carrillo            | 27 306    | Carlos Gerardo Cantillo   |         | PLN     | Carlos Gerardo Cantillo   |         | PLN     |
| Cañas               | 24 076    | Katia María Solórzano     |         | PLN     | Lizanías Zúñiga           |         | PAC     |
| Abangares           | 16 276    | Jorge Calvo               |         | PLN     | Jorge Calvo               |         | PLN     |
| Tilarán             | 17 871    | Jovel Arias               |         | PUSC    | Jovel Arias               |         | PUSC    |
| Nandayure           | 9985      | Luis Gerardo Rodríguez    |         | PUN     | Carlos Arias              |         | ML      |
| La Cruz             | 16 505    | Carlos Matías Gonzaga     |         | PLN     | Carlos Matías Gonzaga     |         | PLN     |
| Hojancha            | 6534      | Juan Rafael Marín         |         | PLN     | Eduardo Pineda            |         | PAC     |
| Puntarenas          | 102 504   | Agne Gómez                |         | PLN     | Rafael Ángel Rodríguez    |         | PLN     |
| Esparza             | 23 963    | Dagoberto Venegas         |         | PUSC    | Asdrúbal Calvo            |         | PLN     |
| Buenos Aires        | 40 139    | Primo Feliciano Álvarez   |         | PLN     | Carlos Luis Mora          |         | PLN     |
| Montes de Oro       | 11 159    | Álvaro Jiménez            |         | PLN     | Álvaro Jiménez            |         | PLN     |
| Osa                 | 25 861    | Jorge Alberto Cole        |         | PLN     | Jorge Alberto Cole        |         | PLN     |
| Aguirre             | 20 188    | Óscar Octavio Monge       |         | OLA     | Lutgardo Bolaños          |         | PLN     |
| Golfito             | 33 823    | Jimmy José Cubillo        |         | PLN     | Dailon Arroyo             |         | PLN     |
| Coto Brus           | 40 082    | Rafael Ángel Navarro      |         | PUSC    | Rafael Ángel Navarro      |         | PUSC    |
| Parrita             | 12 112    | Gerardo Roger Acuña       |         | PLN     | Freddy Garro              |         | PLN     |
| Corredores          | 37 274    | Gerardo Ramírez           |         | PLN     | Xinia Marta Contreras     |         | PLN     |
| Garabito            | 10 378    | Marvin Elizondo           |         | PLN     | Marvin Elizondo           |         | PLN     |
| Limón               | 89 933    | Eduardo Barboza           |         | PLN     | Néstor Mattis             |         | PLN     |
| Pococí              | 103 121   | Enrique Alfaro            |         | PLN     | Jorge Emilio Espinoza     |         | PLN     |
| Siquirres           | 52 409    | Edgar Cambronero          |         | PACSI   | Yelgi Lavinia Verley      |         | PASE    |
| Talamanca           | 25 857    | Rugeli Morales            |         | PUSC    | Melvin Gerardo Cordero    |         | PLN     |
| Matina              | 33 096    | Lorenzo Colphan           |         | PLN     | Elvis Eduardo Lawson      |         | PAC     |
| Guácimo             | 34 879    | Gerardo Fuentes           |         | PLN     | Gerardo Fuentes           |         | PLN     |

#### Por partido
| Partido                   | Partido                                 | Votos     | %      | Alcaldes | +/-         |
| ------------------------- | --------------------------------------- | --------- | ------ | -------- | ----------- |
|                           | Liberación Nacional                     | 342,563   | 43.79  | 58       | 1           |
|                           | Unidad Social Cristiana                 | 113,394   | 14.49  | 9        | 2           |
|                           | Acción Ciudadana                        | 98,719    | 12.62  | 6        | 1           |
|                           | Cantonales                              | 82,609    | 10.56  | 2        | 1           |
|                           | Movimiento Libertario                   | 75,441    | 9.64   | 2        | 1           |
|                           | Accesibilidad Sin Exclusión             | 26,163    | 3.34   | 2        | Nuevo       |
|                           | Renovación Costarricense                | 20,512    | 2.62   | 1        | 1           |
|                           | Integración Nacional                    | 9,434     | 1.21   | 0        | Sin cambios |
|                           | Frente Amplio                           | 5,354     | 0.68   | 0        | Sin cambios |
|                           | Unión Agrícola Cartaginés               | 3,498     | 0.45   | 0        | Nuevo       |
|                           | Alianza Patriótica                      | 2,277     | 0.29   | 0        | Nuevo       |
|                           | Movimiento de Trabajadores y Campesinos | 1,208     | 0.15   | 0        | Nuevo       |
|                           | Restauración Nacional                   | 625       | 0.08   | 0        | Nuevo       |
|                           | Verde Ecologista                        | 612       | 0.08   | 0        | Nuevo       |
|                           |                                         |           |        |          |             |
| Votos válidos             | Votos válidos                           | 782 354   | 97.90  |          |             |
| Votos en blanco           | Votos en blanco                         | 13 281    | 0.44   |          |             |
| Votos nulos               | Votos nulos                             | 3,536     | 1.66   |          |             |
| Total                     | Total                                   | 799,171   | 100.00 | 81       | Sin cambios |
| Registrados/Participación | Registrados/Participación               | 2 865 509 | 27.89  | 4.05     | 4.05        |
|                           |                                         |           |        |          |             |
| Fuente                    |                                         |           |        |          |             |

#### Por provincia
| Provincia   | PLN %    | PUSC % | PAC % | Cantonales % | ML %  | PASE % | PRC % | PIN % | FA % | AP % |      |
| ----------- | -------- | ------ | ----- | ------------ | ----- | ------ | ----- | ----- | ---- | ---- | ---- |
| Provincia   | San José | 43.12  | 13.73 | 16.60        | 10.33 | 7.32   | 3.50  | 3.97  | 0.88 | 0.36 | 0.19 |
| Alajuela    | 46.73    | 7.81   | 10.97 | 21.22        | 8.42  | 2.72   | 0.91  | 0.82  | 0.06 | 0.34 |      |
| Cartago     | 43.84    | 17.94  | 11.13 | 18.24        | 7.31  | 1.08   | -     | -     | 0.46 | -    |      |
| Heredia     | 47.15    | 15.99  | 8.68  | 9.38         | 15.71 | 2.20   | 0.89  | -     | -    | -    |      |
| Guanacaste  | 40.39    | 17.04  | 18.13 | 2.93         | 10.08 | 7.17   | -     | 4.26  | -    | -    |      |
| Puntarenas  | 42.75    | 21.51  | 6.52  | 3.49         | 12.80 | 2.89   | 5.52  | 3.02  | -    | 1.50 |      |
| Limón       | 40.46    | 14.59  | 10.16 | 3.56         | 12.67 | 4.75   | 7.18  | 0.14  | 6.49 | -    |      |
| Total       | 43.79    | 14.49  | 12.62 | 11.32        | 9.64  | 3.34   | 2.62  | 1.21  | 0.68 | 0.29 |      |
| Source: TSE |          |        |       |              |       |        |       |       |      |      |      |

### Síndicos y concejales
| Síndicos   | Síndicos   | Síndicos | Síndicos | Síndicos |
| ---------- | ---------- | -------- | -------- | -------- |
|            |            |          |          |          |
| PLN        | PLN        |          | 72.13 %  | 72.13 %  |
| PUSC       | PUSC       |          | 9.57 %   | 9.57 %   |
| PAC        | PAC        |          | 5.74 %   | 5.74 %   |
| Cantonales | Cantonales |          | 5.74 %   | 5.74 %   |
| ML         | ML         |          | 3.19 %   | 3.19 %   |
| PIN        | PIN        |          | 1.06 %   | 1.06 %   |
| PASE       | PASE       |          | 0.85 %   | 0.85 %   |
| PRC        | PRC        |          | 0.85 %   | 0.85 %   |

| Concejales de Distrito | Concejales de Distrito | Concejales de Distrito | Concejales de Distrito | Concejales de Distrito |
| ---------------------- | ---------------------- | ---------------------- | ---------------------- | ---------------------- |
|                        |                        |                        |                        |                        |
| PLN                    | PLN                    |                        | 49.20 %                | 49.20 %                |
| PUSC                   | PUSC                   |                        | 15.13 %                | 15.13 %                |
| PAC                    | PAC                    |                        | 11.94 %                | 11.94 %                |
| Cantonales             | Cantonales             |                        | 10.51 %                | 10.51 %                |
| ML                     | ML                     |                        | 7.91 %                 | 7.91 %                 |
| PASE                   | PASE                   |                        | 2.12 %                 | 2.12 %                 |
| PRC                    | PRC                    |                        | 1.33 %                 | 1.33 %                 |
| PIN                    | PIN                    |                        | 1.33 %                 | 1.33 %                 |
| AP                     | AP                     |                        | 0.32 %                 | 0.32 %                 |
| FA                     | FA                     |                        | 0.21 %                 | 0.21 %                 |

| Partidos                  | Partidos                                        | Votos     | %      | ±     | Síndicos | Síndicos | Concejales de Distrito | Concejales de Distrito |
| Partidos                  | Partidos                                        | Votos     | %      | ±     | Total    | +/-      | Total                  | +/-                    |
| ------------------------- | ----------------------------------------------- | --------- | ------ | ----- | -------- | -------- | ---------------------- | ---------------------- |
|                           | Liberación Nacional (PLN)                       | 335,363   | 43.13  | -2.04 | 339      | -1       | 927                    | -13                    |
|                           | Unidad Social Cristiana (PUSC)                  | 109,268   | 14.10  | -3.79 | 45       | -21      | 285                    | -75                    |
|                           | Acción Ciudadana (PAC)                          | 98,085    | 12.61  | -3.42 | 27       | +5       | 225                    | -50                    |
|                           | Movimiento Libertario (ML)                      | 76,498    | 9.84   | +4.29 | 15       | +6       | 149                    | +78                    |
|                           | Accesibilidad Sin Exclusión (PASE)              | 26,541    | 3.41   | Nuevo | 4        | Nuevo    | 40                     | Nuevo                  |
|                           | Renovación Costarricense (PRC)                  | 20,466    | 2.63   | +1.03 | 4        | +3       | 25                     | +6                     |
|                           | Coalición Unidos por San Carlos (PAC-FA) (UxSC) | 13,365    | 1.72   | Nuevo | 3        | Nuevo    | 24                     | Nuevo                  |
|                           | Cartago Unido (FA-PVE-PUSC-PAC) (CCU)           | 11,350    | 1.46   | Nuevo | 5        | Nuevo    | 19                     | Nuevo                  |
|                           | Integración Nacional (PIN)                      | 9,616     | 1.24   | -0.08 | 5        | +3       | 25                     | +6                     |
|                           | Renovemos Alajuela (PRA)                        | 8.144     | 1.05   | Nuevo | 2        | Nuevo    | 11                     | Nuevo                  |
|                           | Curridabat Siglo XXI (CSXXI)                    | 7,455     | 0.96   | +0.40 | 4        | 0        | 12                     | +4                     |
|                           | Frente Amplio (FA)                              | 5,834     | 0.75   | +0.61 | 0        | 0        | 4                      | +3                     |
|                           | Yunta Progresista Escazuceña (YUNTA)            | 4,954     | 0.63   | +0.03 | 2        | +1       | 5                      | 0                      |
|                           | Coalición Ramonense (PAC-FA) (CR)               | 4,444     | 0.57   | Nuevo | 1        | Nuevo    | 17                     | Nuevo                  |
|                           | Unión Agrícola Cartaginés (PUAC)                | 3,353     | 0.43   | +0.43 | 1        | +1       | 8                      | +8                     |
|                           | Del Sol (PSOL)                                  | 2,644     | 0.34   | -0.01 | 0        | 0        | 11                     | +5                     |
|                           | Unión Palmareña (PUPal)                         | 2,561     | 0.33   | -0.05 | 1        | +1       | 10                     | +1                     |
|                           | Goicoechea en Acción (PGEA)                     | 2,494     | 0.32   | -0.01 | 0        | 0        | 4                      | 0                      |
|                           | Movimiento Avance Santo Domingo (MAS)           | 2,273     | 0.29   | Nuevo | 1        | Nuevo    | 9                      | Nuevo                  |
|                           | Cívico de Tibás Fuenteovejuna (PCFT)            | 2,228     | 0.29   | Nuevo | 1        | Nuevo    | 1                      | Nuevo                  |
|                           | Alianza Patriótica (AP)                         | 2,218     | 0.29   | Nuevo | 0        | Nuevo    | 6                      | Nuevo                  |
|                           | Unión Ateniense (PUA)                           | 2,077     | 0.27   | Nuevo | 2        | Nuevo    | 16                     | Nuevo                  |
|                           | Acuerdo Cantonal Desamparadeño (PACD)           | 1,950     | 0.25   | Nuevo | 0        | Nuevo    | 3                      | Nuevo                  |
|                           | Todo por Flores (TxF)                           | 1,808     | 0.23   | Nuevo | 1        | Nuevo    | 4                      | Nuevo                  |
|                           | Auténtico Labrador de Coronado (PALABRA)        | 1,747     | 0.22   | +0.13 | 0        | 0        | 4                      | +4                     |
|                           | Unión Poaseña (PUNPO)                           | 1,640     | 0.21   | +0.17 | 0        | 0        | 8                      | +8                     |
|                           | El Puente y los Caminos de Mora (PYCM)          | 1,576     | 0.20   | -0.06 | 1        | 0        | 4                      | -2                     |
|                           | Coalición Unión Liberiana (PUSC-ML) (CUL)       | 1,322     | 0.17   | Nuevo | 0        | Nuevo    | 1                      | Nuevo                  |
|                           | Montes de Oca Unida (FA-PH) (CUL)               | 1,309     | 0.17   | Nuevo | 0        | Nuevo    | 4                      | Nuevo                  |
|                           | Único Abangareño (PUAB)                         | 1,119     | 0.14   | Nuevo | 0        | Nuevo    | 3                      | Nuevo                  |
|                           | Movimiento de Trabajadores y Campesinos (MTC)   | 1,118     | 0.14   | Nuevo | 0        | Nuevo    | 1                      | Nuevo                  |
|                           | Tarrazú Primero (PTP)                           | 1,084     | 0.14   | Nuevo | 0        | Nuevo    | 3                      | Nuevo                  |
|                           | Organización Social Activa (OSA)                | 1,062     | 0.14   | Nuevo | 0        | Nuevo    | 4                      | Nuevo                  |
|                           | Acción Naranjeña (PANAR)                        | 956       | 0.12   | Nuevo | 0        | Nuevo    | 0                      | Nuevo                  |
|                           | Barva Unida (FA-PASE) (CBU)                     | 952       | 0.12   | Nuevo | 0        | Nuevo    | 2                      | Nuevo                  |
|                           | Garabito Ecológico (PEG)                        | 906       | 0.12   | +0.12 | 1        | +1       | 3                      | +3                     |
|                           | Verde Ecologista (PVE)                          | 906       | 0.12   | -0.43 | 0        | 0        | 0                      | -5                     |
|                           | Independiente Belemita (PIB)                    | 886       | 0.11   | -0.01 | 0        | 0        | 2                      | +1                     |
|                           | Autónomo Oromontano (PAO)                       | 875       | 0.11   | +0.04 | 1        | +1       | 3                      | +3                     |
|                           | Integración Barbareña (PINBAR)                  | 867       | 0.11   | -0.19 | 0        | -2       | 0                      | -10                    |
|                           | Restauración Herediana (PREH)                   | 854       | 0.11   | Nuevo | 0        | Nuevo    | 0                      | Nuevo                  |
|                           | Transparencia Cartaginés (PTCAR)                | 850       | 0.11   | Nuevo | 0        | Nuevo    | 0                      | Nuevo                  |
|                           | Acción Cantonal Siquirres Independiente (PACSI) | 833       | 0.11   | -0.21 | 0        | Nuevo    | 0                      | Nuevo                  |
|                           | Alianza Zarceña (PAC-FA) (CAZ)                  | 697       | 0.09   | Nuevo | 0        | Nuevo    | 2                      | Nuevo                  |
|                           | Acción Quepeña (PAQ)                            | 332       | 0.04   | -0.07 | 0        | 0        | 0                      | -2                     |
|                           | Talamanca Unida (PTU)                           | 240       | 0.03   | Nuevo | 0        | Nuevo    | 0                      | Nuevo                  |
|                           | Organización Laborista de Aguirre (OLA)         | 59        | 0.01   | -0.22 | 0        | -2       | 0                      | -4                     |
|                           |                                                 |           |        |       |          |          |                        |                        |
| Votos válidos             | Votos válidos                                   | 767,769   | 97.64  |       |          |          |                        |                        |
| Votos en blanco           | Votos en blanco                                 | 4,607     | 0.58   |       |          |          |                        |                        |
| Votos nulos               | Votos nulos                                     | 14,192    | 1.78   |       |          |          |                        |                        |
| Total                     | Total                                           | 786,568   | 100.00 |       | 470      | +2       | 1884                   | +8                     |
| Registrados/Participación | Registrados/Participación                       | 2,852,887 | 27.82  |       |          |          |                        |                        |
|                           |                                                 |           |        |       |          |          |                        |                        |
| Fuentes                   |                                                 |           |        |       |          |          |                        |                        |